# Olympische Winterspiele 1992/Biathlon

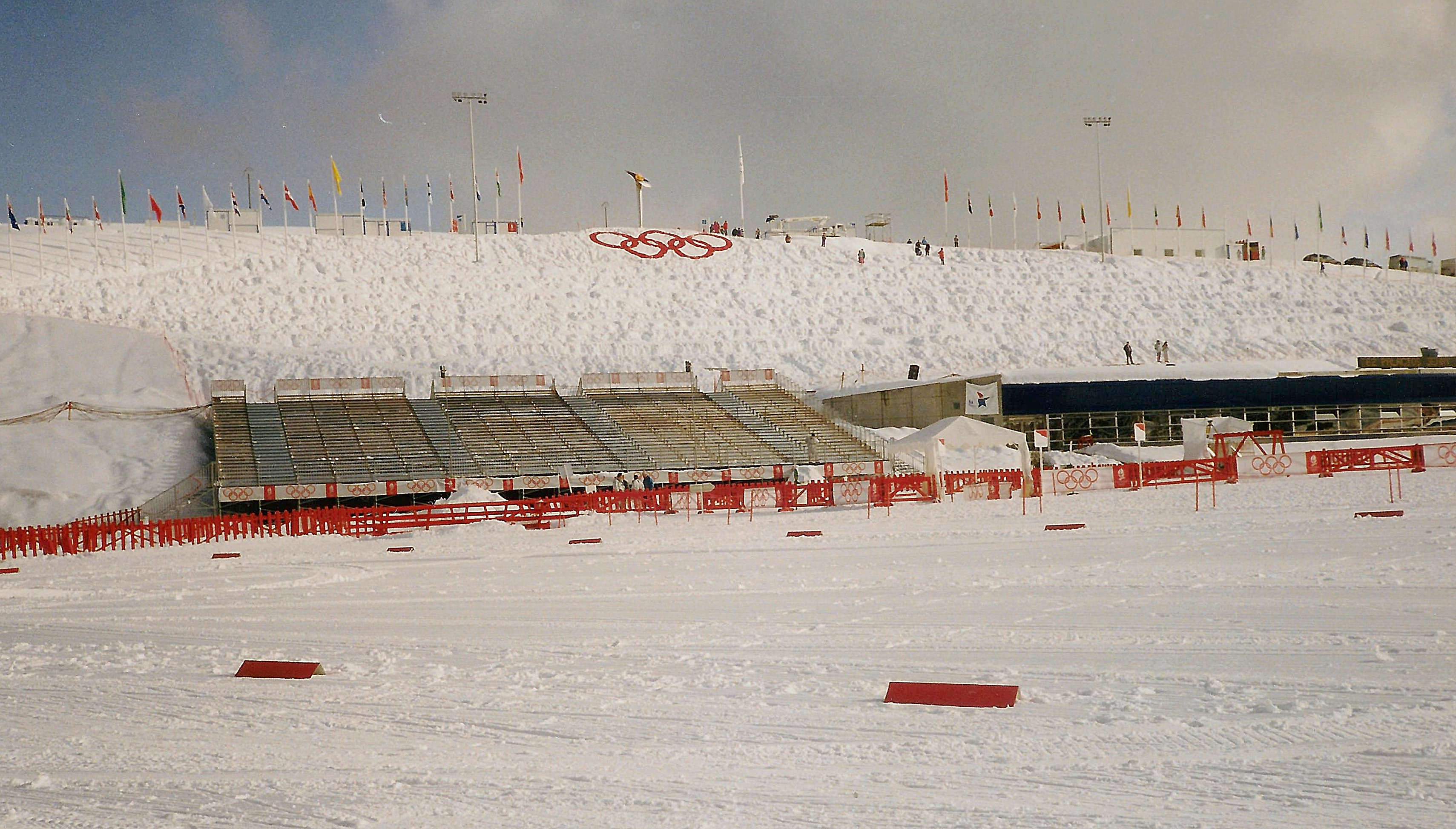
Skilanglauf- und Biathlonstadion in Les Saisies während Albertville 1992

Die Biathlon-Wettbewerbe bei den XVI. Olympischen Winterspielen 1992 fanden in Albertville statt. Austragungsort war die Wintersportstation Les Saisies in der Gemeinde Hauteluce. Erstmals standen in diesem Jahr auch Wettbewerbe für Frauen auf dem olympischen Programm.

## Wettbewerbe
Es gab je drei Disziplinen für Frauen und Männer. Auf dem olympischen Programm standen der Sprint (Männer: 10 km/Frauen: 7,5 km), der Einzelwettkampf (Männer: 20 km/Frauen: 15 km) und die Staffel (Männer: 4 × 10 km/Frauen: 3 × 7,5 km). Nicht ausgetragen dagegen wurde der Mannschaftswettbewerb, für den es deshalb 1992 eine eigene Weltmeisterschaft in Nowosibirsk gab. Diese Disziplin erlangte nicht die Attraktivität der anderen Biathlonwettbewerbe, wurde nie ins olympische Programm aufgenommen und verschwand mit Beginn der Saison 1998/99 wieder aus dem Angebotskatalog.

## Teilnehmer
Als Folge des Zerfalls der Sowjetunion sowie des Auseinanderfallens Jugoslawiens gab es einige neue Nationen, die bei diesen Spielen an den Start gingen. Dazu gehörten Estland und Lettland – der dritte baltische Staat Litauen entsandte keine Sportler. Andere Länder, die bisher Teil der UdSSR gewesen waren, starteten in Albertville mit einem gemeinsamen Team unter der Bezeichnung „Vereintes Team“. Die Abkürzung lautete „EUN“, abgeleitet vom französischen Begriff „Equipe Unifiée“. Dieses Vereinte Team blieb allerdings eine einmalige Angelegenheit. Schon bei den nächsten Spielen in Lillehammer traten die hier noch im Verbund startenden Nationen mit jeweils eigener Flagge und eigener Bezeichnung auf. Weitere neu auftretende Nationen waren Slowenien sowie Bosnien und Herzegowina, während aus Kroatien keine Biathleten dabei waren. Das verbliebene Restjugoslawien wurde wegen des Balkankrieges ausgeschlossen. Allerdings hätten ihre Sportler als „Independent Olympic Participants“, abgekürzt „IOP“, an den Spielen teilnehmen dürfen.
Nach der deutschen Wiedervereinigung gab es wie schon bei den Weltmeisterschaften im Jahr zuvor eine gemeinsame deutsche Mannschaft, die unter der Bezeichnung „Deutschland“ antrat.

## Bilanz

### Medaillenspiegel
| Platz | Land           | Gold | Silber | Bronze | Gesamt |
| ----- | -------------- | ---- | ------ | ------ | ------ |
| 1     | Deutschland    | 3    | 4      | –      | 7      |
| 2     | Vereintes Team | 2    | 2      | 2      | 6      |
| 3     | Frankreich     | 1    | –      | –      | 1      |
| 4     | Schweden       | –    | –      | 2      | 2      |
| 5     | Finnland       | –    | –      | 1      | 1      |
| 5     | Kanada         | –    | –      | 1      | 1      |

### Medaillengewinner
| Konkurrenz         | Gold                                                                              | Silber                                                                                              | Bronze                                                                            |
| ------------------ | --------------------------------------------------------------------------------- | --------------------------------------------------------------------------------------------------- | --------------------------------------------------------------------------------- |
| Sprint 10 km       | Mark Kirchner                                                                     | Ricco Groß                                                                                          | Harri Eloranta                                                                    |
| Einzel 20 km       | Jauhen Redskin                                                                    | Mark Kirchner                                                                                       | Mikael Löfgren                                                                    |
| Staffel 4 × 7,5 km | Deutschland 0000Ricco Groß 0000Jens Steinigen 0000Mark Kirchner 0000Fritz Fischer | Vereintes Team 0000Waleri Medwedzew 0000Aljaksandr Papou 0000Waleri Kirijenko 0000Sergei Tschepikow | Schweden 0000Ulf Johansson 0000Leif Andersson 0000Tord Wiksten 0000Mikael Löfgren |

| Konkurrenz         | Gold                                                                 | Silber                                                         | Bronze                                                                    |
| ------------------ | -------------------------------------------------------------------- | -------------------------------------------------------------- | ------------------------------------------------------------------------- |
| Sprint 7,5 km      | Anfissa Reszowa                                                      | Antje Misersky                                                 | Jelena Belowa                                                             |
| Einzel 15 km       | Antje Misersky                                                       | Swetlana Petschorskaja                                         | Myriam Bédard                                                             |
| Staffel 3 × 7,5 km | Frankreich 0000Corinne Niogret 0000Véronique Claudel 0000Anne Briand | Deutschland 0000Uschi Disl 0000Antje Misersky 0000Petra Schaaf | Vereintes Team 0000Jelena Belowa 0000Anfissa Reszowa 0000Jelena Melnikowa |

## Ergebnisse Männer

### Sprint 10 km
| Platz | Land | Sportler            | Zeit (min) | Fehler   |
| ----- | ---- | ------------------- | ---------- | -------- |
| 01    | GER  | Mark Kirchner       | 26:02,3    | 0 (0+0)  |
| 02    | GER  | Ricco Groß          | 26:18,0    | 1 (0+1)  |
| 03    | FIN  | Harri Eloranta      | 26:26,6    | 0 (0+0)  |
| 04    | EUN  | Sergei Tschepikow   | 26:27,5    | 0 (0+0)  |
| 05    | EUN  | Waleri Kirijenko    | 26:31,8    | 3 (1+2)  |
| 06    | GER  | Jens Steinigen      | 26:34,8    | 0 (0+0)  |
| 07    | ITA  | Andreas Zingerle    | 26:38,6    | 1 (0+1)  |
| 08    | CAN  | Steve Cyr           | 26:46,4    | 0 (0+0)  |
| 09    | GER  | Frank-Peter Roetsch | 26:54,1    | 2 (0+2)  |
| 10    | FRA  | Hervé Flandin       | 26:56,6    | 1 (0+1)  |
| 11    | AUT  | Ludwig Gredler      | 27:14,8    | 2 (2+0)  |
|       |      |                     |            |          |
| 15    | ITA  | Johann Passler      | 27:20,4    | 3 (1+2)  |
|       |      |                     |            |          |
| 19    | AUT  | Egon Leitner        | 27:31,8    | 2 (1+1)  |
|       |      |                     |            |          |
| 21    | AUT  | Franz Schuler       | 27:34,3    | 1 (0+1)  |
|       |      |                     |            |          |
| 26    | ITA  | Hubert Leitgeb      | 27:40,3    | 2 ( 1+1) |
|       |      |                     |            |          |
| 53    | AUT  | Alfred Eder         | 28:44,8    | 2 (0+2)  |
|       |      |                     |            |          |
| 77    | SUI  | Jean-Marc Chabloz   | 30:32,9    | 3 (2+1)  |
|       | …    |                     |            |          |

Datum: 12. Februar 1992, 10:00 Uhr
Totalanstieg: 367 m, Maximalanstieg: 60 m, Höhenunterschied: 75 m

94 Teilnehmer aus 27 Ländern, alle in der Wertung

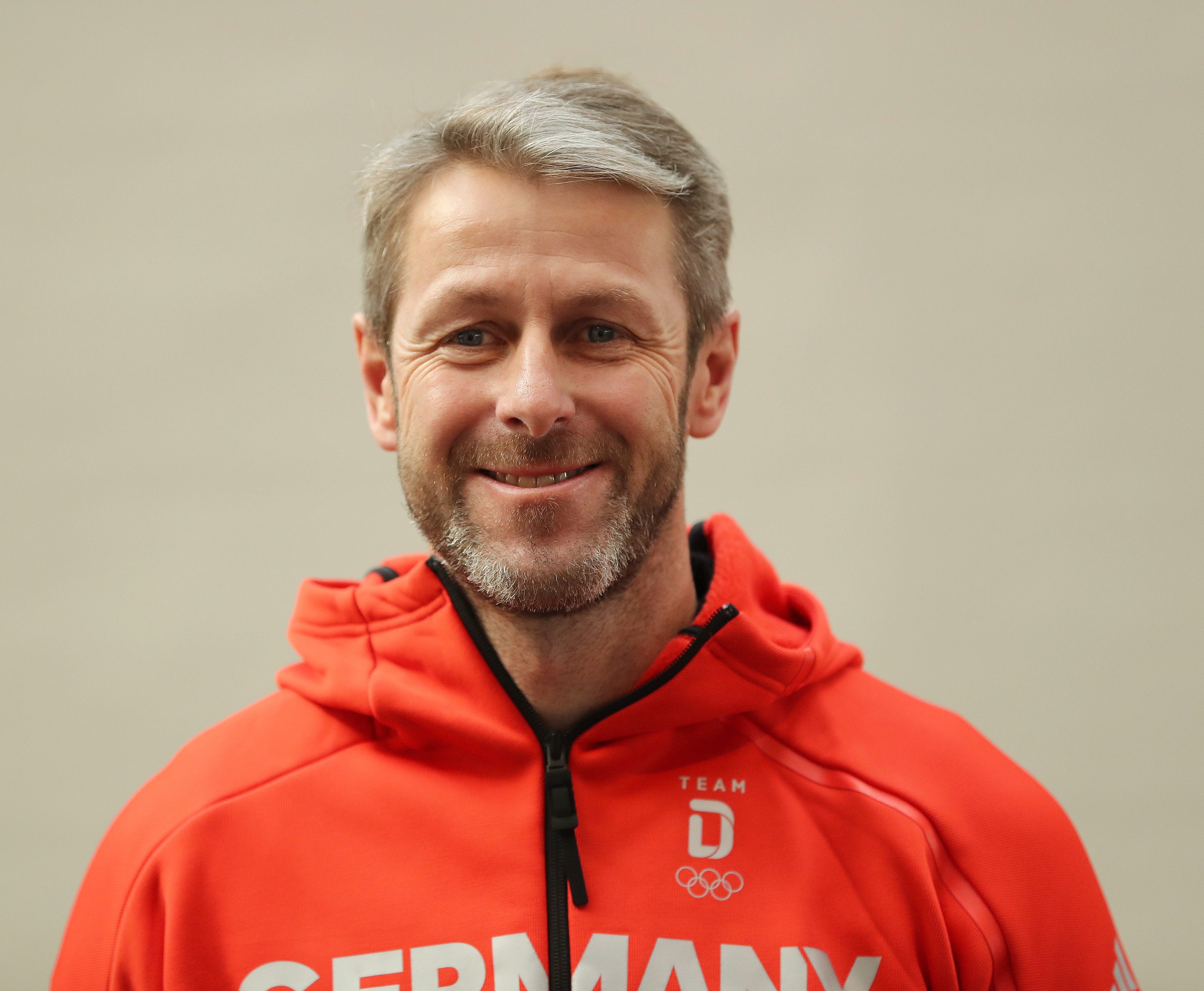
Der mehrfache Weltmeister Mark Kirchner (Foto: 2018) war auch bei diesen Spielen äußerst erfolgreich
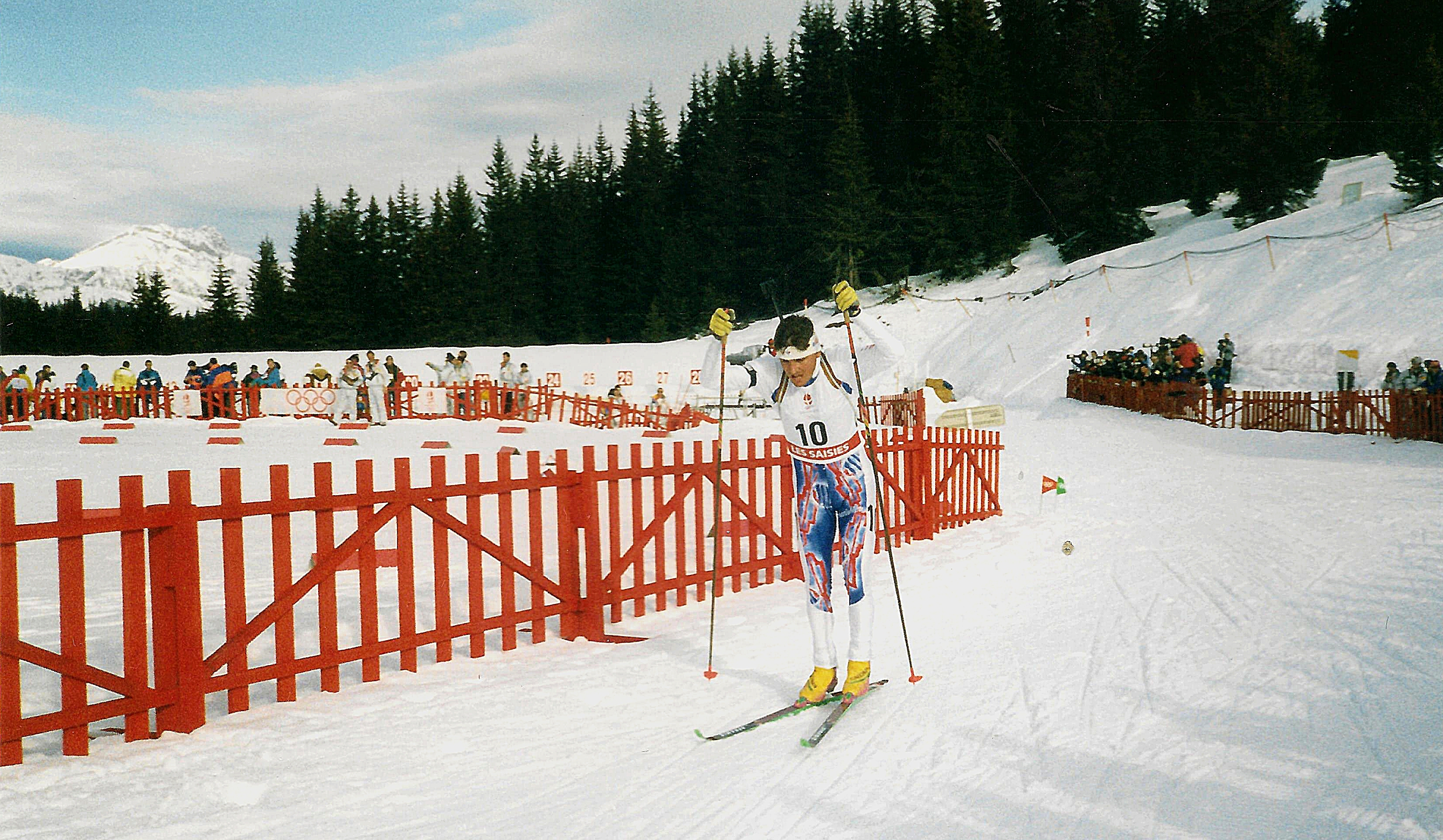
Der zehntplatzierte Hervé Flandin während des Sprintrennens

### Einzel 20 km
| Platz | Land | Sportler            | Zeit          | Fehler      |
| ----- | ---- | ------------------- | ------------- | ----------- |
| 01    | EUN  | Jauhen Redskin      | 0057:34,4 min | 0 (0+0+0+0) |
| 02    | GER  | Mark Kirchner       | 0057:40,8 min | 3 (0+1+1+1) |
| 03    | SWE  | Mikael Löfgren      | 0057:59,4 min | 2 (0+1+0+1) |
| 04    | EUN  | Aljaksandr Papou    | 0058:02,9 min | 2 (0+1+0+1) |
| 05    | FIN  | Harri Eloranta      | 0058:15,7 min | 1 (0+1+0+0) |
| 06    | FIN  | Vesa Hietalahti     | 0058:24,6 min | 1 (0+1+0+0) |
| 07    | ITA  | Johann Passler      | 0058:25,9 min | 4 (1+2+1+0) |
| 08    | NOR  | Frode Løberg        | 0058:32,4 min | 1 (0+1+0+0) |
| 09    | NOR  | Gisle Fenne         | 0058:32,9 min | 1 (1+0+0+0) |
| 10    | EUN  | Sergei Tschepikow   | 0058:47,6 min | 3 (0+2+1+0) |
|       |      |                     |               |             |
| 18    | GER  | Steffen Hoos        | 1:00:17,7 h00 | 1 (0+1+0+0) |
|       |      |                     |               |             |
| 29    | GER  | Jens Steinigen      | 1:01:01,8 h00 | 3 (2+0+0+1) |
| 30    | AUT  | Alfred Eder         | 1:01:03,0 h00 | 1 (0+0+0+1) |
|       |      |                     |               |             |
| 40    | ITA  | Wilfried Pallhuber  | 1:02:35,4 h00 | 6 (1+2+0+3) |
| 41    | AUT  | Bruno Hofstätter    | 1:02:36,7 h00 | 3 (0+0+0+3) |
|       |      |                     |               |             |
| 44    | ITA  | Gottlieb Taschler   | 1:02:41,3 h00 | 3 (0+2+0+1) |
| 45    | AUT  | Egon Leitner        | 1:02:52,0 h00 | 4 (2+0+1+1) |
|       |      |                     |               |             |
| 49    | AUT  | Franz Schuler       | 1:03:15,9 h00 | 6 (3+1+2+0) |
|       |      |                     |               |             |
| 53    | GER  | Frank-Peter Roetsch | 1:03:43,8 h00 | 7 (1+2+2+2) |
| 54    | SUI  | Jean-Marc Chabloz   | 1:03:45,6 h00 | 4 (2+1+1+0) |
|       | …    |                     |               |             |

Datum: 20. Februar 1992, 10:00 Uhr
Totalanstieg: 728 m, Maximalanstieg: 65 m, Höhenunterschied: 80 m

94 Teilnehmer aus 27 Ländern, davon 92 in der Wertung

### Staffel 4 × 7,5 km
| Platz | Land/Sportler                                                                                       | Zeit                                                        | Fehler              |
| ----- | --------------------------------------------------------------------------------------------------- | ----------------------------------------------------------- | ------------------- |
| 01    | Deutschland 0000Ricco Groß 0000Jens Steinigen 0000Mark Kirchner 0000Fritz Fischer                   | 1:24:43,5 h 22:37,4 min 21:00,9 min 20:17,5 min 20:47,7 min | 0+0                 |
| 02    | Vereintes Team 0000Waleri Medwedzew 0000Aljaksandr Papou 0000Waleri Kirijenko 0000Sergei Tschepikow | 1:25:06,3 h 21:56,3 min 21:01,2 min 21:11,7 min 20:57,1 min | 0+0                 |
| 03    | Schweden 0000Ulf Johansson 0000Leif Andersson 0000Tord Wiksten 0000Mikael Löfgren                   | 1:25:38,2 h 21:53,3 min 21:03,1 min 22:05,5 min 20:36,3 min | 0+0                 |
| 04    | Italien 0000Hubert Leitgeb 0000Johann Passler 0000Pieralberto Carrara 0000Andreas Zingerle          | 1:26:18,1 h 22:01,6 min 21:37,8 min 21:24,6 min 21:14,1 min | 0+2 0+0             |
| 05    | Norwegen 0000Geir Einang 0000Frode Løberg 0000Gisle Fenne 0000Eirik Kvalfoss                        | 1:26:32,4 h 22:07,5 min 21:01,6 min 21:00,5 min 22:22,8 min | 0+2 0+0 0+1         |
| 06    | Frankreich 0000Xavier Blond 0000Thierry Gerbier 0000Christian Dumont 0000Hervé Flandin              | 1:27:13,3 h 23:07,6 min 21:26,4 min 21:41,1 min 20:58,2 min | 0+0                 |
| 07    | Tschechoslowakei 0000Martin Rypl 0000Tomáš Kos 0000Jiří Holubec 0000Ivan Masařík                    | 1:27:15,7 h 22:00,5 min 21:10,2 min 22:22,6 min 21:42,4 min | 0+1 0+0 0+1 0+0     |
| 08    | Finnland 0000Vesa Hietalahti 0000Jaakko Niemi 0000Harri Eloranta 0000Kari Kataja                    | 1:27:56,7 h 21:36,9 min 23:17,1 min 21:24,9 min 21:20,6 min | 0+1 0+0 0+1 0+0     |
| 09    | Polen 0000Dariusz Kozłowski 0000Jan Ziemianin 0000Jan Wojtas 0000Krzysztof Sosna                    | 1:27:39,5 h k. A. k. A. k. A. k. A.                         | 0+0                 |
| 10    | Kanada 0000Glenn Rupertus 0000Jean Paquet 0000Tony Fiala 0000Steve Cyr                              | 1:29:37,3 h k. A. k. A. k. A. k. A.                         | 0+0                 |
|       | |                                                             |                     |
| 12    | Österreich 0000Bruno Hofstätter 0000Egon Leitner 0000Ludwig Gredler 0000Franz Schuler               | 1:30:40,7 h 22:22,8 min 23:46,9 min 21:37,9 min 22:53,1 min | 0+2 0+0 0+1 0+0 0+1 |
|       | …                                                                                                   |                                                             |                     |

Datum: 16. Februar 1992, 10:00
Totalanstieg: 268 m, Maximalanstieg: 39 m, Höhenunterschied: 57 m

21 Staffeln am Start, alle in der Wertung

## Ergebnisse Frauen

### Sprint 7,5 km
| Platz | Land | Sportlerin           | Zeit (min) | Fehler   |
| ----- | ---- | -------------------- | ---------- | -------- |
| 01    | EUN  | Anfissa Reszowa      | 24:29,7    | 3 (0+3)  |
| 02    | GER  | Antje Misersky       | 24:45,1    | 2 (0+2)  |
| 03    | EUN  | Jelena Belowa        | 24:50,8    | 2 (2+0)  |
| 04    | BUL  | Nadeschda Alexiewa   | 24:55,8    | 0 ( 0+0) |
| 05    | TCH  | Jiřina Adamičková    | 24:57,6    | 0 ( 0+0) |
| 06    | GER  | Petra Schaaf         | 25:10,4    | 1 ( 0+1) |
| 07    | FRA  | Anne Briand          | 25:29,8    | 2 (0+2)  |
| 08    | BUL  | Silwana Blagoewa     | 25:33,5    | 2 (1+1)  |
| 09    | FRA  | Delphyne Burlet      | 25:57,3    | 4 (2+2)  |
| 10    | GER  | Inga Kesper          | 25:57,3    | 2 ( 2+0) |
| 11    | GER  | Uschi Disl           | 25:58,9    | 2 (1+1)  |
|       |      |                      |            |          |
| 16    | ITA  | Nathalie Santer      | 26:28,7    | 3 (1+2)  |
|       |      |                      |            |          |
| 37    | ITA  | Monika Schwingshackl | 27:56,1    | 2 (0+2)  |
|       |      |                      |            |          |
| 56    | ITA  | Siegrid Pallhuber    | 29:23,1    | 5 (3+2)  |
|       | …    |                      |            |          |

Datum: 11. Februar 1992, 14:00 Uhr

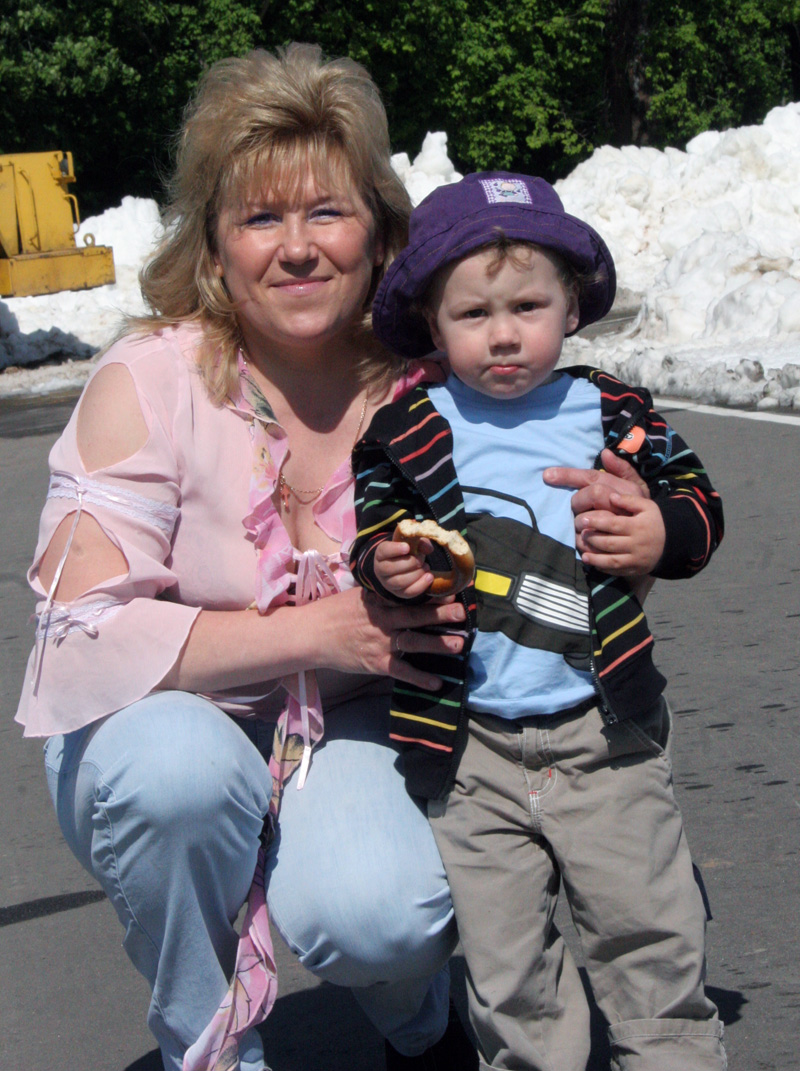
Sprintolympiasiegerin Anfissa Reszowa im Jahr 2009

Totalanstieg: 279 m, Maximalanstieg: 39 m, Höhenunterschied: 57 m

69 Teilnehmerinnen aus 20 Ländern, davon 68 in der Wertung

### Einzel 15 km
| Platz | Land | Sportlerin             | Zeit          | Fehler      |
| ----- | ---- | ---------------------- | ------------- | ----------- |
| 01    | GER  | Antje Misersky         | 0051:47,2 min | 1 (0+0+0+1) |
| 02    | EUN  | Swetlana Petschorskaja | 0051:58,5 min | 1 (0+1+0+0) |
| 03    | CAN  | Myriam Bédard          | 0052:15,0 min | 2 (0+1+1+0) |
| 04    | FRA  | Véronique Claudel      | 0052:21,2 min | 2 (0+1+0+1) |
| 05    | BUL  | Nadeschda Alexiewa     | 0052:30,2 min | 2 (0+0+0+1) |
| 06    | FRA  | Delphyne Burlet        | 0053:00,8 min | 3 (1+0+0+2) |
| 07    | FRA  | Corinne Niogret        | 0053:06,6 min | 2 (1+0+0+1) |
| 08    | ITA  | Nathalie Santer        | 0053:10,3 min | 3 (1+1+0+1) |
| 09    | NOR  | Elin Kristiansen       | 0053:19,6 min | 2 (1+1+0+1) |
| 10    | NOR  | Signe Trosten          | 0053:24,5 min | 1 (0+1+0+1) |
|       |      |                        |               |             |
| 13    | GER  | Petra Schaaf           | 0053:56,3 min | 3 (1+0+1+1) |
| 15    | GER  | Inga Kesper            | 0054:42,3 min | 3 (1+2+0+0) |
| 24    | GER  | Uschi Disl             | 0056:40,2 min | 6 (1+3+2+0) |
| 38    | ITA  | Siegrid Pallhuber      | 0058:27,3 min | 4 (1+1+1+1) |
| 57    | ITA  | Monika Schwingshackl   | 1:02:39,5 h00 | 8 (1+4+0+3) |

Datum: 19. Februar 1992, 14:00 Uhr
Totalanstieg: 553 m, Maximalanstieg: 59 m, Höhenunterschied: 63 m

68 Teilnehmerinnen aus 27 Ländern, davon 66 in der Wertung

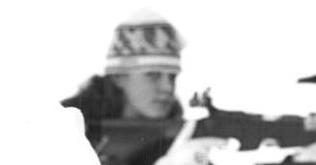
Antje Misersky, spätere Antje Harvey, gewann Gold im Einzel sowie Silber im Sprint und in der Staffel}
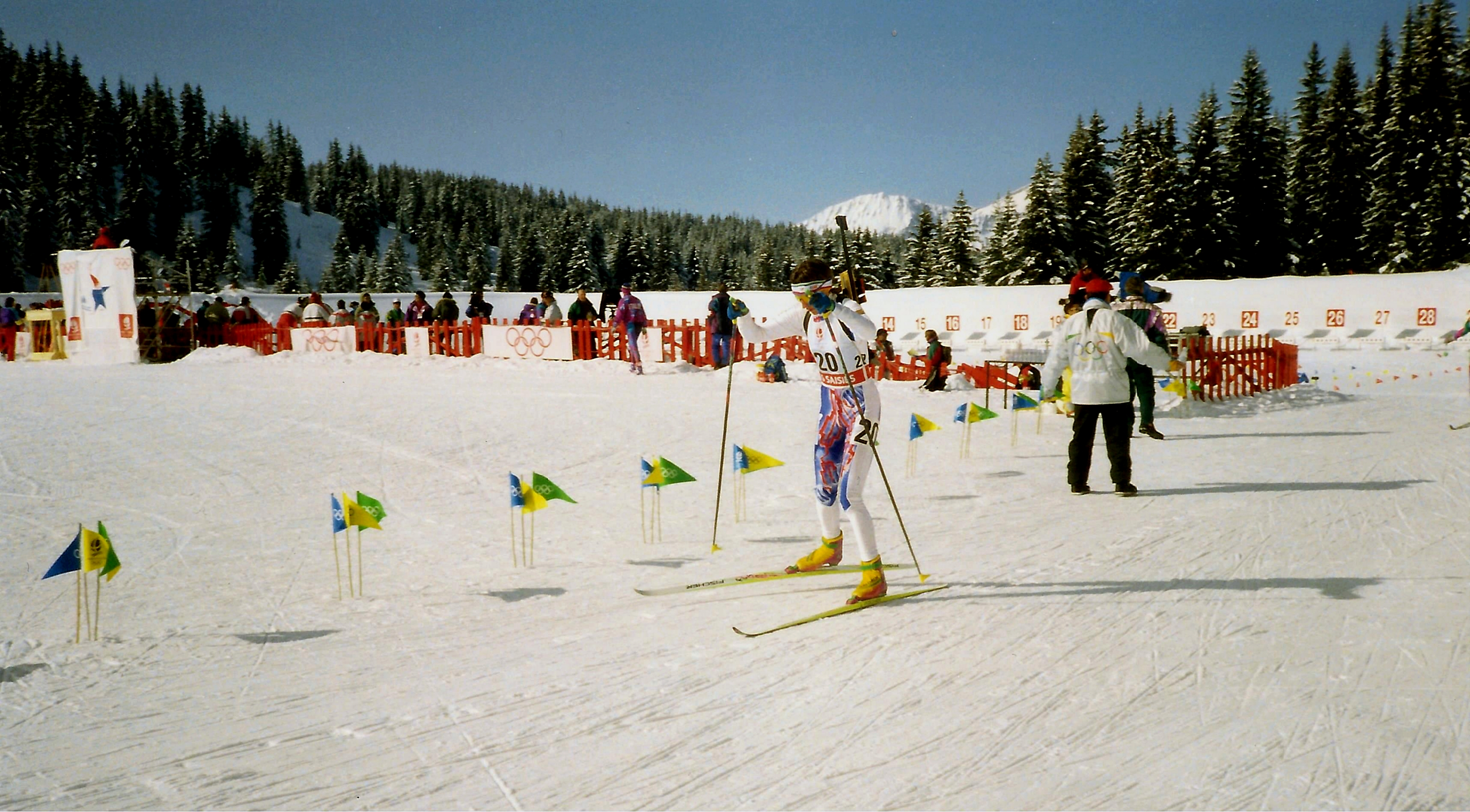
Die viertplatzierte Véronique Claudel während des Einzelrennens

### Staffel 3 × 7,5 km

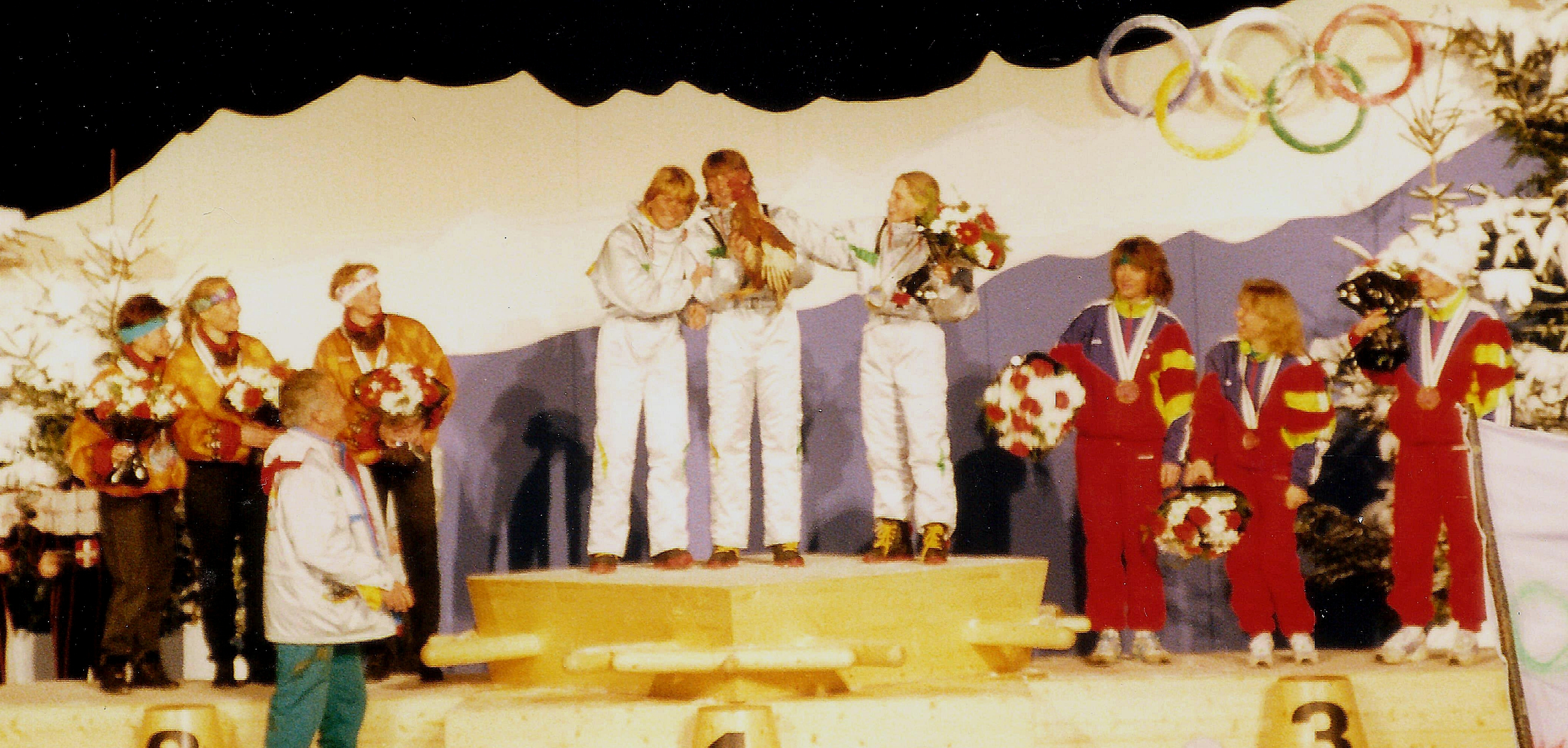
Siegerehrung der Frauen-Staffeln

| Platz | Land/Sportlerinnen                                                          | Zeit                                            | Fehler          |
| ----- | --------------------------------------------------------------------------- | ----------------------------------------------- | --------------- |
| 01    | Frankreich 0000Corinne Niogret 0000Véronique Claudel 0000Anne Briand        | 1:15:55,6 h 25:54,7 min 25:30,7 min 24:30,2 min | 0+0             |
| 02    | Deutschland 0000Uschi Disl 0000Antje Misersky 0000Petra Schaaf              | 1:16:18,4 h 26:33,7 min 24:28,9 min 25:15,8 min | 1+0 0+0         |
| 03    | Vereintes Team 0000Jelena Belowa 0000Anfissa Reszowa 0000Jelena Melnikowa   | 1:16:54,6 h 26:21,9 min 24:33,5 min 25:59,2 min | 1+1 0+1 1+0 0+0 |
| 04    | Bulgarien 0000Silwana Blagoewa 0000Nadeschda Alexiewa 0000Iwa Schkodrewa    | 1:18:54,8 h 25:58,9 min 26:33,1 min 26:22,8 min | 0+0             |
| 05    | Finnland 0000Mari Lampinen 0000Tuija Sikiö 0000Terhi Markkanen              | 1:20:17,8 h 26:40,9 min 26:29,1 min 27:07,8 min | 0+0             |
| 06    | Schweden 0000Christina Eklund 0000Inger Björkbom 0000Mia Stadig             | 1:20:56,6 h 27:49,7 min 26:30,9 min 26:36,0 min | 0+0             |
| 07    | Norwegen 0000Signe Trosten 0000Hildegunn Fossen 0000Elin Kristiansen        | 1:21:20,0 h 26:48,0 min 27:48,3 min 26:43,7 min | 1+0 0+0 1+0 0+0 |
| 08    | Tschechoslowakei 0000Gabriela Suvová 0000Jana Kulhavá 0000Jiřina Adamičková | 1:23:12,7 h 29:58,6 min 27:07,1 min 26:07,0 min | 1+2 0+0         |
| 09    | Estland 0000Jelena Všivtseva 0000Eveli Peterson 0000Krista Lepik            | 1:21:16,2 h k. A. k. A.k. A.                    | 0+1 0+0 0+1 0+0 |
| 10    | Rumänien 0000Adina Șotropa 0000Mihaela Cârstoi 0000Ileana Ianoșiu-Hangan    | 1:23:39,6 h k. A. k. A.k. A.                    | 0+0             |
|       | …                                                                           |                                                 |                 |

Datum: 14. Februar 1992, 10:00 Uhr
Totalanstieg: 279 m, Maximalanstieg: 39 m, Höhenunterschied: 57 m

16 Staffeln am Start, alle in der Wertung